# آغرة
آغِرَة (بالهندستانية: آگرہ، आगरा) هي المدينة التي تقع في شمال الولاية من ولاية أتر برديش، الهند تقع جنوب العاصمة نيودلهي بحوالي 200 كيلومتر. تأسست المدينة عام 1475، جعلها سلطان إسكندر ودهي عاصمة بلده آغرة في سنة 1506 ؛ وحققت شهرة عالمية من حيث رأس المال فإنها كانت مركزا لأباطرة المغول من 1526 حتى 1658، لا تزال وجهة سياحية رئيسية نظرا للكثير من المعالم الرائعة في عهد المغول والمباني، أهمها تاج محل.
كانت تعرف في العهد المغولي بأكبر آباد.